# Lindloh (Haren)
Lindloh ist ein kleines Dorf und ein Ortsteil der Dorfregion Rütenbrock der Stadt Haren (Ems) an der niederländischen Grenze im niedersächsischen Landkreis Emsland. Früher befand sich hier ein Hochmoor. Das Dorf hat 789 Einwohner. In einer kleinen Kapelle findet einmal im Monat eine Messe statt.

## Geschichte
Die Moorkolonie Lindloh wurde im gleichen Zeitraum im Jahr 1788 wie die Siedlungen Rütenbrock und Schwartenberg (Haren)
gegründet.

## Persönlichkeiten aus der Ortschaft
- Hermann Gröninger (1852–1933), Heimatschriftsteller und -dichter, Pionier der Hochmoorkultivierung
- Heinrich Blanke (1889–1956), Heimatschriftsteller und Landwirt